# Walter Peterhans
Walter Peterhans (12 de junio de 1897 - 12 de abril de 1960) fue un fotógrafo alemán, más conocido como profesor y supuesto líder del curso de fotografía en la Bauhaus desde 1929 a 1933, y su posterior migración a Chicago en 1938 para enseñar "entrenamiento visual", un curso para los estudiantes de arquitectura en el Instituto Illinois de Tecnología, bajo la dirección de Mies van der Rohe. Había diez unidades o tareas en este curso, que se seguían por más de cuatro semestres. El curso fue tan exitoso, que sobrevivió a Peterhans por más de treinta años. En la Bauhaus, la enseñanza de Peterhans se caracterizaba por utilizar las teorías de Kant, Platón y Pitágoras para mostrar cómo la belleza se construye en la mente, y la manera en que se pueden crear en las obras de arte.
El trabajo propio de Peterhans  en la década de 1930 fue cercano, con naturalezas muertas copias de gelatina de plata de objetos de la vida cotidiana, y llegó a la Bauhaus por invitación de Hannes Meyer. También fue docente de la escuela de arte y diseño HfG en Ulm, Alemania. En América estuvo brevemente casado con la arquitecta americana Gertrude Lempp Kerbis.